# Fertagus

Logo der Fertagus

FERTAGUS – Travessia do Tejo, Transportes, S.A. ist ein portugiesisches Verkehrsunternehmen mit Sitz in Almada, das als bisher einziges privates Verkehrsunternehmen Zugverkehr im portugiesischen Eisenbahnnetz neben der staatlichen Eisenbahngesellschaft CP betreibt, 21 Millionen Fahrgäste benutzen die blau-weißen Züge im Jahr 2018, durchschnittlich etwa 85.000 Fahrgäste pro Tag. Zusätzlich zu den Nahverkehrszügen betreibt die zum Verkehrskonzern Barraqueiro gehörende Fertagus außerdem zahlreiche Buslinien. Der Unternehmensname Fertagus ist ein Kofferwort aus der Verkürzung des portugiesischen Wortes für Eisenbahn, caminhos-de-ferro, und dem lateinischen Namen des Flusses Tejo, tagus.

## Geschichte

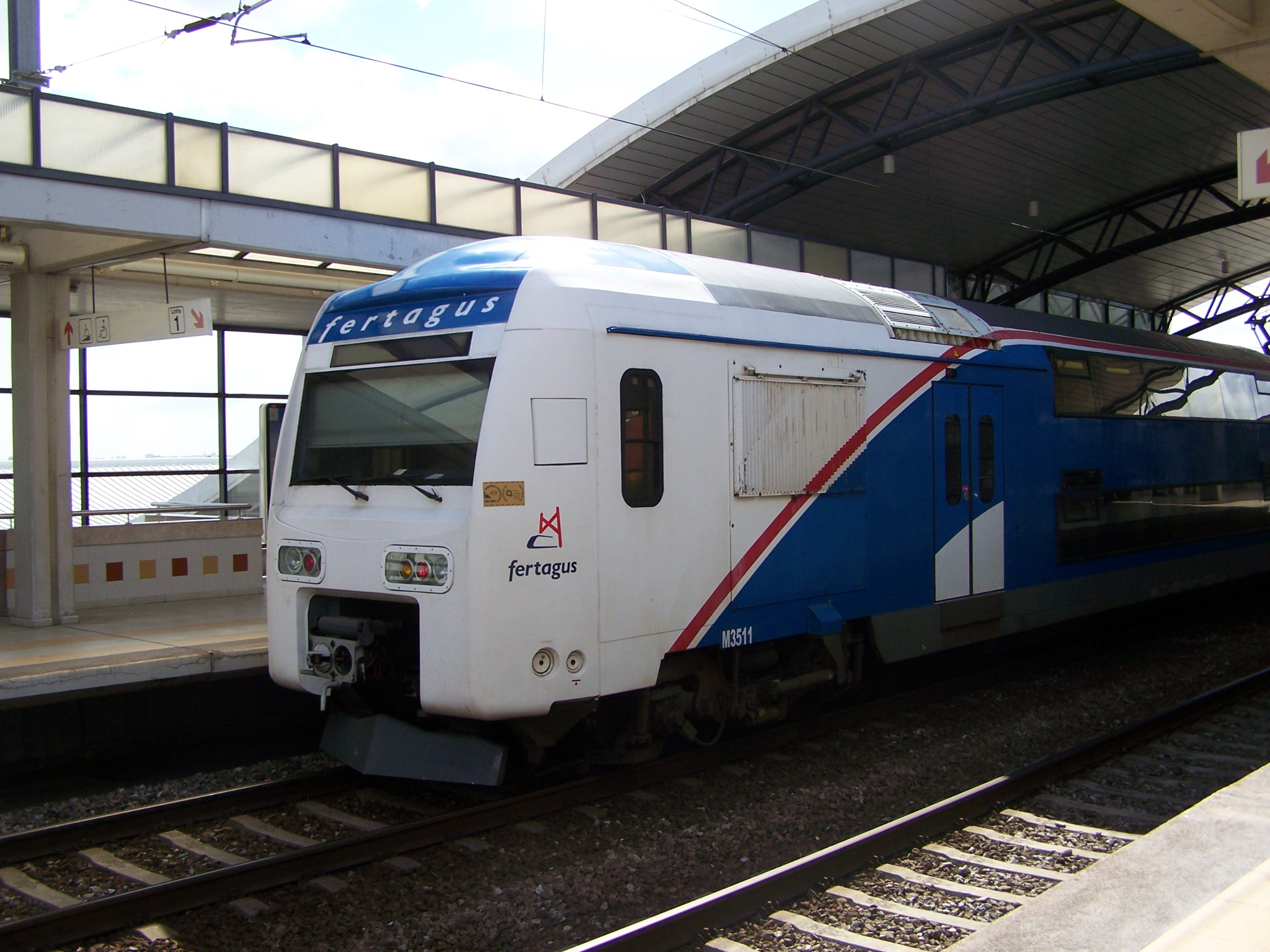
Fertagus-Doppelstockzug am Bahnhof Corroios

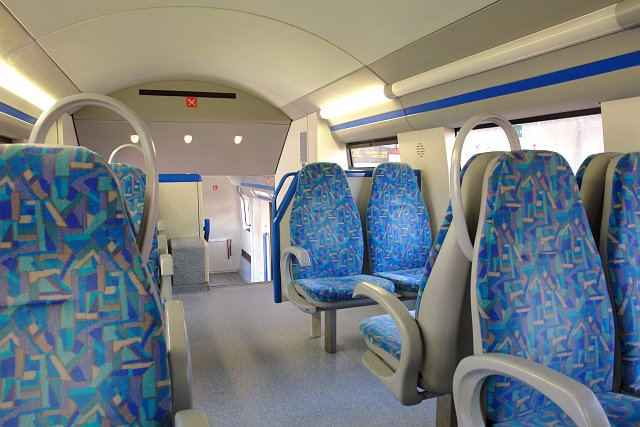
Innenraum eines Fertagus-Doppelstockzuges

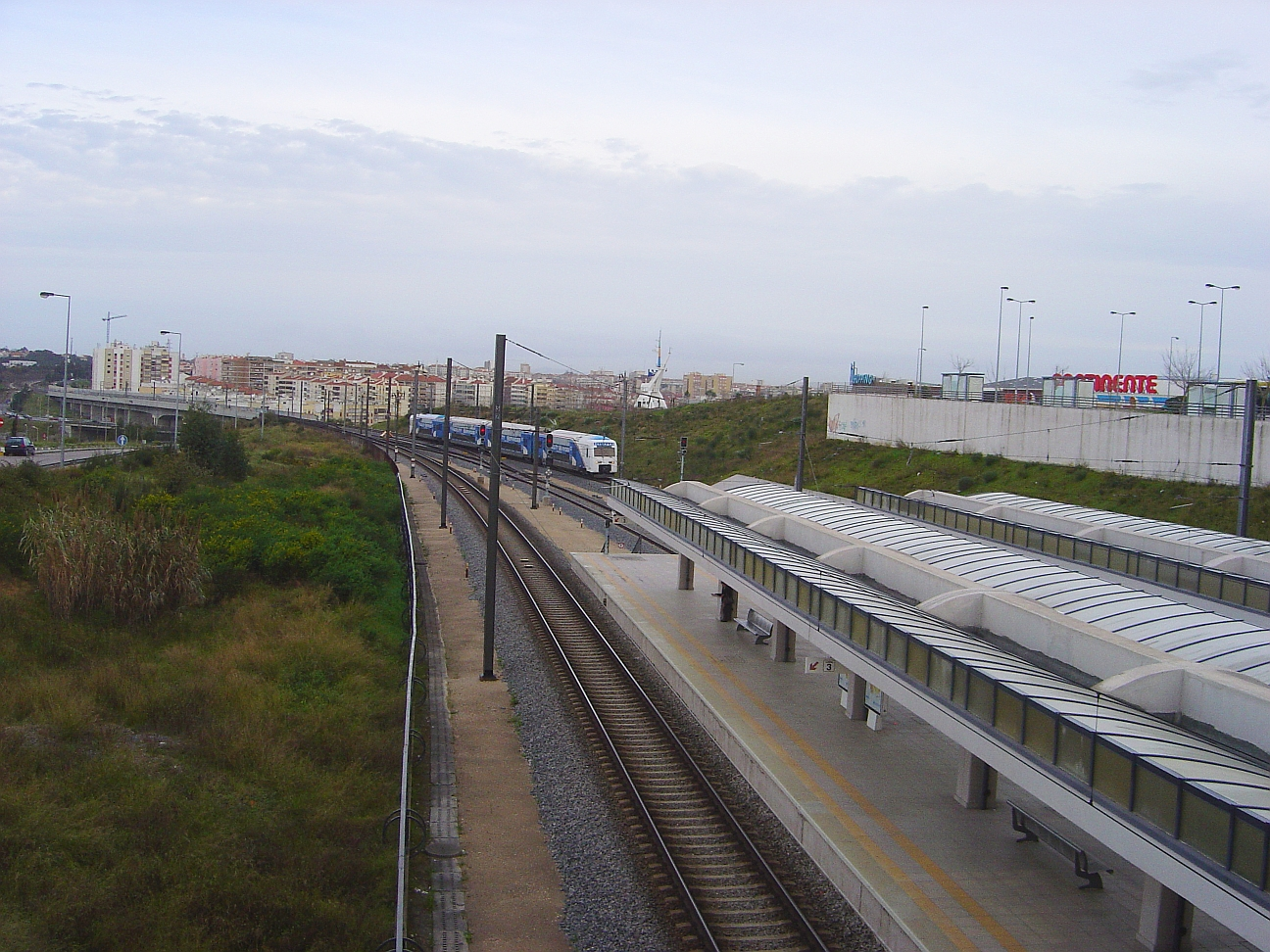
Fertagus-Doppelstockzug kurz vor dem Bahnhof Fogueteiro

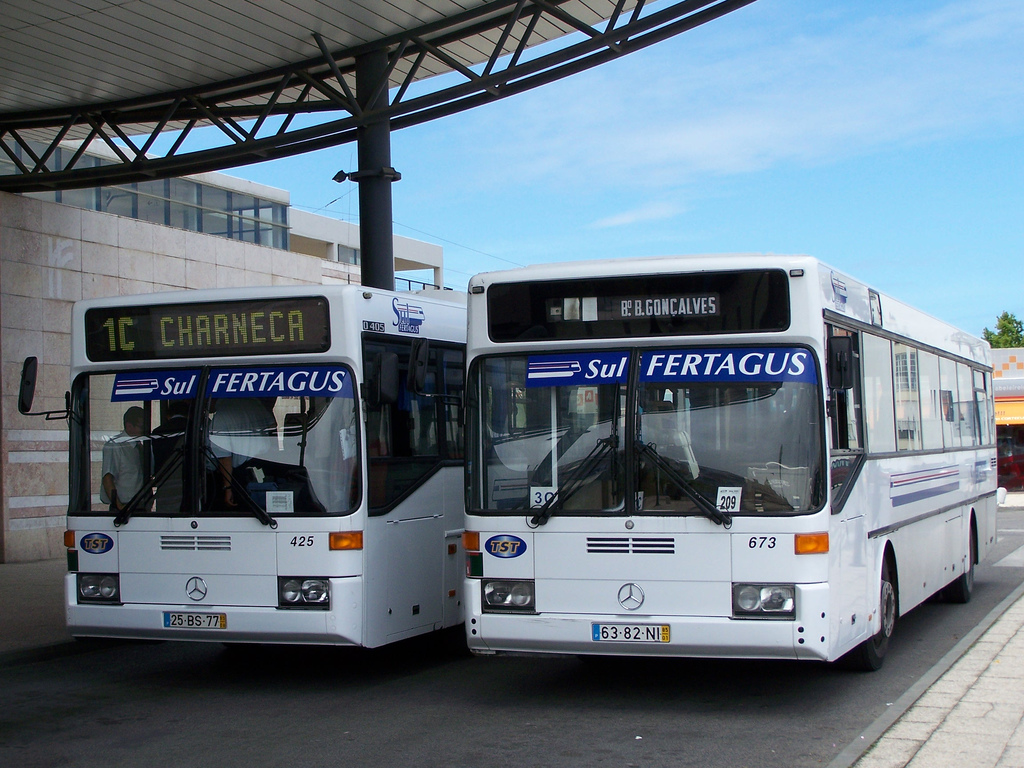
Busse unter der Bezeichnung SulFertagus bringen die Fahrgäste zu fünf verschiedenen Fertagus-Haltepunkten

### Liberalisierung des Schienenmarktes
Nachdem die portugiesische Regierung 1997 beschlossen hatte, die Funktionen der portugiesischen Staatsbahn zu beschneiden, waren zahlreiche Veränderungen im portugiesischen Eisenbahnsystem vonnöten. Die Staatsbahn CP behielt von da an nur noch den Zugbetrieb, das Schienennetz selbst übertrug die Regierung der neu gegründeten staatlichen Betreibergesellschaft REFER (heute Infraestruturas de Portugal), die Werkstätten und Zuginstandhaltungen ging auf die EMEF über, die Kontroll- und Regulierungsfunktion des Eisenbahnnetzes übertrug die Regierung per Reform auf das Instituto Nacional do Transporte Ferroviário (heute Instituto da Mobilidade e dos Transportes Terrestres). Im Zuge dieser Öffnung des Eisenbahnnetzes war es nun auch privaten Verkehrsunternehmen möglich, sich im Eisenbahnnetz Portugals zu betätigen.

### Ausschreibung der Eixo Norte/Sul
Zwischen 1996 und 1999 ließ das portugiesische Verkehrsministerium die Brücke des 25. April mit einem Eisenbahndeck ausbauen, um so mehr Pendler von der Straße auf die Schiene zu bringen. 1998 wurde erstmals der Verkehr auf der sogenannten Neubaustrecke Eixo Norte/Sul, der neuen Verbindungsstrecke zwischen Lissabon über die Brücke des 25. April und den Vororten auf der anderen Seite des Tejo, ausgeschrieben. Die Ausschreibung für einen 30-jährigen Verkehrsvertrag gewann die neu gegründete Gesellschaft Fertagus, eine Tochtergesellschaft des Lissaboner Verkehrsunternehmens Barraqueiro, die den Verkehr zwischen Lissabon Entrecampos und Fogueteiro ab dem 30. Juli 1999 übernahm. Während Fertagus für die Lissabonner Bahnhöfe Gebühren an den staatlichen Infrastrukturbetreiber REFER bezahlt, betreibt sie die Bahnhöfe südlich des Tejos selbst, auch wenn der Bahnhof Pragal auch von CP-Zügen bedient wird.
Im ersten Betriebsmonat nutzen 750.000 Fahrgäste die Züge. 2000 beförderte Fertagus elf Millionen Fahrgäste im Jahr.

### Verlängerung des Verkehrs nach Setúbal und Roma-Areeiro
Ab September 2003 verlängerte Fertagus den Zugverkehr im Raum Lissabon um eine Station zum umgebauten Bahnhof Lissabon Roma-Areeiro, damit erhielten die Fertagus-Vorortzüge eine weitere Umsteigemöglichkeit zur Lissaboner Metro. Seit Oktober 2004 fuhren die Fertagus-Züge im Süden über Pinhal Novo nun bis zur Distrikthauptstadt Setúbal, zuvor war das Verbindungsstück zwischen der Eisenbahnstrecke Eixo Norte/Sul und der Linha do Sado zwischen Barreiro und Setúbal fertiggestellt worden. Die Verlängerung der Strecke bis Setúbal führte zu einem starken Fahrgastanstieg auf der Strecke nach Lissabon, allein im ersten Fahrplanjahr fuhren zwei Millionen zusätzliche Fahrgäste mit den Zügen des privaten Bahnbetreibers. Da Fertagus jedoch nicht genügend Fahrzeuge besaß, um einen durchgehenden 15-Minuten-Takt bis Setúbal durchzuführen und die prognostizierten Fahrgastzahlen dies auch nicht rechtfertigen, fährt seitdem nur jeder dritte Zug bis nach Setúbal, die anderen Züge enden vorher am Bahnhof Coina.
2005 erfolgte eine Novellierung des Konzessionsvertrages mit Fertagus, die Regierung kürzte den Verkehrsvertrag nachträglich auf insgesamt 15 Jahre mit der Möglichkeit einer Verlängerung ab 2019; für sieben Jahre, von 2004 bis 2010, erhält Fertagus insgesamt 57,6 Millionen Euro als Ausgleichszahlung, zwischen 2010 und 2019 fährt Fertagus auf eigene Rechnung und ohne Ausgleich. Im Gegenzug versprach die Regierung vertraglich, die Trassengebühren nicht zu erhöhen. Möglich war diese Novellierung des Vertrages durch eine Schutzklausel, die eine Revision erlaubt, falls weniger Fahrgäste als geplant mit den Zügen fahren sollten. Da 30 Prozent weniger Fahrgäste mit den Zügen fuhren als geplant, trat dieser Fall ein.
Mit Fertagus fährt somit der erste und bisher einzige private Zugbetreiber im portugiesischen Eisenbahnnetz, und erstmals muss auch eine private Verkehrsgesellschaft auch direkt Gebühren für die Benutzung der Bahnhöfe auf der Strecke zwischen Lissabon und Setúbal an den staatlichen Infrastrukturbetreiber Infraestruturas de Portugal  bezahlen, 2006 beliefen sich die Zahlungen auf 3,147 Millionen Euro, 2007 auf 3,102 Millionen Euro. Im Zuge der Finanzkrise Portugals erhöhte die Regierung die Trassengebühren um 55 Prozent, Fertagus weigert sich jedoch die aufgrund der vertraglichen Vereinbarung die Erhöhung zu zahlen.
Teilweise betreibt Fertagus in Zusammenarbeit mit TST zusätzlich Zubringerbusse, die die umliegenden Dörfer und Städte mit den Bahnhöfen verbinden, diese firmieren unter dem Namen SulFertagus.
2018 beförderte Fertagus etwa 21 Millionen Fahrgäste, 2017 waren es 20 Millionen Fahrgäste, 2016 19 Millionen Fahrgäste, 2014 ebenso. Seit Betriebsbeginn 1999 und 2014 beförderte das Unternehmen laut eigenen Angaben insgesamt 300 Millionen Fahrgäste.

## Zukunft

### Linienverlängerungen
Seit mehreren Jahren versucht der Betreiber Doppelstockzüge der Baureihe 3500 der staatlichen Comboios de Portugal anzumieten, um den Linienverkehr bis zum Bahnhof Oriente zu verlängern. Die staatliche Eisenbahngesellschaft verweigert dies jedoch beharrlich, obwohl bereits die derzeit eingesetzten Fertagus-Fahrzeuge ebenfalls im Staatseigentum sind.
Mittelfristig sollen, in Absprache mit dem portugiesischen Verkehrsministerium und dem Netzbetreiber, im Bahnhof Corroios Weichen eingebaut werden, um in der Hauptverkehrszeit Einsetzer-Züge zwischen Corroios und Lissabon einsetzen zu können. Gleichzeitig sollen anstatt der bisherigen Doppeltraktionen (Acht-Wagen-Züge) lediglich Vier-Wagen-Züge nach Setúbal fahren.
Besonders die Oppositionspartei Partido Comunista Português (PCP) kritisiert den Verkehr des privaten Unternehmens auf der wichtigen Nord-Süd-Verbindung seit mehreren Jahren. So seien die Preise für Fertagus-Fahrten wesentlich höher als vergleichbare der portugiesischen Staatsbahn. Aus diesem Grund verlangt die PCP, dass die Fertagus-Konzession der Staatsbahn übergeben, die Strecke in das Lissabonner Sozialticket mit einbezogen, der Bau des Bahnhofs Valle de Flores vorangetrieben und der Linienverkehr bis zum Gare de Oriente verlängert wird.

### Dritte Tejo-Brücke
In Zukunft wollte der Betreiber Fertagus auch den Nahverkehr auf der neu zu bauenden, dritten Tejo-Brücke zwischen Chelas und Barreiro übernehmen. Die Brücke, die an die vorhandenen Eisenbahnstrecken Linha de Cintura und Linha do Alentejo anschließen sollte, war ursprünglich so geplant, dass sie sowohl eine normalspurige Hochgeschwindigkeitsstrecke nach Porto und Madrid, als auch eine neue Nahverkehrsverbindung zwischen Lissabon und Setúbal aufnehmen können sollte. Fertagus kalkulierte dabei mit einer Fahrzeit von sieben Minuten zwischen den Bahnhöfen Barreiro und Entrecampos. Fertagus schlug vor, ähnlich der Strecke über die Ponte 25 de Abril, in der Hauptverkehrszeit einen 20-Minuten-Takt, in der Nebenverkehrszeit einen 40-Minuten-Takt zu fahren. Dafür wären insgesamt zwölf neue Doppelstockzüge vonnöten gewesen. Inzwischen hat die portugiesische Regierung aufgrund der desolaten Haushaltslage den Bau der neuen Hochgeschwindigkeitsstrecke als auch der dritten Tejo-Brücke auf Eis gelegt.

## Fahrzeuge
Fertagus betreibt die Strecke zwischen Lissabon-Roma/Areeiro und Setúbal mit 22 Doppelstockzügen des Typs Alstom X’Trapolis Tagus (Baureihe 3500), die jeweils aus vier Wagen bestehen. Die nach Vorbild der spanischen RENFE-Baureihe 450 gebauten Triebwagen bieten in vier Waggons bis zu 1256 Fahrgästen Platz (bei 476 Sitzplätzen). Die Züge sind außerdem mit Klimaanlagen und Fahrgastinformationssystemen ausgestattet. Waren die Züge zunächst Eigentum von Fertagus, gehören diese inzwischen dem Staat, der diese wiederum an den Betreiber gegen eine monatliche Zahlung vermietet.
Die Züge halten an 14 Stationen, für die gesamte Strecke brauchen sie 57 Minuten.